# Карл Губер
Карл Губер (нім. Karl Huber) — австрійський футболіст, що грав на позиції лівого крайнього нападника. Відомий виступами у складі клубу «Вінер АК». Володар кубка Австрії і фіналіст кубка Мітропи.

## Клубна кар'єра
З 1922 і по 1937 рік виступав у складі клубу «Вінер Атлетікспорт Клуб», більш відомого як ВАК. Грав на позиції лівого крайнього нападника. Команда переважно трималась у середині національної ліги, незважаючи на хороший склад і присутність у команді таких зірок австрійського і європейського футболу, як Рудольф Гіден, Карл Сеста, Георг Браун, Гайнріх Мюллер, Гайнріх Гілтль та інших. Найвищим результатом у чемпіонаті, якого досягла команда в цей час було 3 місце у 1929 році. Також клуб був четвертим у 1930 і 1933 роках.
Більш вдало команда виступала у національному кубку. У 1928 році команда дійшла до фіналу, де поступилась чемпіону країни «Адмірі» (1:2). У 1929 і 1930 роках ВАК грав у півфіналі кубку, а перемогу здобув у кубку Австрії 1931. Той розіграш проводився за експериментальною схемою. 10 найсильніших команд країни грали за круговою схемою в одне коло. ВАК у дев'яти матчах жодного разу не програв і лише двічі зіграв унічию. Губер брав участь в усіх матчах турніру і став автором трьох голів.
Став з клубом фіналістом кубка Мітропи 1931 року, куди ВАК потрапив як переможець національного кубку. Був капітаном команди. В чвертьфіналі ВАК у першій грі несподівано розгромив у Будапешті місцеву Хунгарію з рахунком 5:1. На рахунку Губера третій гол своєї команди у цьому матчі. Незважаючи на таку перевагу, матч-відповіді не видався для віденців простим. «Хунгарія» забила два м'ячі на 2-й і 3-й хвилинах матчу, а на початку другого тайму ще й третій. Втім на більше угорці не спромоглися, чудову гру демонстрував знаменитий воротар австрійців Рудольф Гіден, а фактичну крапку у грі поставив нападник Вальтер Ганке на 81-й хвилині, встановивши остаточний рахунок — 1:3. В 1/2 фіналу ВАК зустрічався з чехословацькою «Спартою». У першій грі австрійці вдома поступились з рахунком 2:3. У матчі-відповіді ВАК вів у рахунку 3:0, але втратив перевагу, дозволивши «спартанцям» зрівняти рахунок. Перемогу і можливість зіграти у матчі-переграванні команді з Австрії приніс гол Гайнріха Гілтля на 88-й хвилині. У переграванні в Празі ВАК переміг 2:0 завдяки голам Франца Цізара і Гайнріха Гілтля. У фіналі зустрічались дві австрійські команди ВАК і «Вієнна». В першій грі ВАК вигравав після першого тайму 2:0, але втратив перевагу і поступився 2:3. У матчі відповіді уже «Вієнна» у першому таймі вела з рахунком 2:0. Після перерви гравці ВАКу відіграли лише один гол і вдруге поступились супернику.
Ще одного разу у складі ВАКа дістався фіналу національного кубку у 1932 року. Клуб Карла у фіналі поступився «Адмірі» з рахунком 1:6.
Втретє за вісім років ВАК дійшов до фіналу кубка у 1935 році. Команда у півфіналі у надрезультативному матчі перемогла «Рапід» 5:4, але програла у фіналі «Аустрії» з рахунком 1:5. Того ж сезону ВАК невдало виступив у чемпіонаті, посівши передостаннє 11-е місце, а вже за рік команда стала останньою і вибула з вищого дивізіону. Карл відіграв у складі клубу ще один сезон у другому дивізіоні.

## Виступи за збірну
Свій єдиний матч у складі збірної Австрії зіграв проти збірної Чехословаччини у березні 1927 року. Австрійці вдома поступились у товариській грі з рахунком 1:2.
Також виступав у складі збірної Відня. Дебютував у поєдинку проти збірної Братислави (2:2) у березні 1926 року. Періодично викликався у команду до 1933 року. Зокрема, брав участь у таких поєдинках з командами: Братислави (2:1, 1930), Дуйсбурга (6:2, 1931) і Праги (0:2, 1933).

## Титули і досягнення
- Володар Кубка Австрії (1):

ВАК: 1931
- Фіналіст Кубка Австрії (3):

ВАК: 1928, 1932, 1935
- Бронзовий призер чемпіонату Австрії (1):

ВАК: 1929
- Фіналіст Кубка Мітропи (1):

ВАК: 1931
| Дата       | Місто  | Господарі | Результат | Гості          | Турнір           | Голи | Примітки |
| ---------- | ------ | --------- | --------- | -------------- | ---------------- | ---- | -------- |
| 20/03/1927 | Відень | Австрія   | 1 – 2     | Чехословаччина | товариський матч | -    |          |
| Усього     |        | Матчів    | 1         |                | Голів            | 0    |          |

### Статистика виступів у кубку Мітропи
| №                      | Розіграш               | Стадія                 | Дата та місце проведення | Команда 1              | Рахунок | Команда 2      | Голи |
| ---------------------- | ---------------------- | ---------------------- | ------------------------ | ---------------------- | ------- | -------------- | ---- |
| 1                      | 1931                   | 1/4                    | 13.08.1931 Будапешт      | Хунгарія               | 1:5     | ВАК            | 65'  |
| 2                      | 1931                   | 1/4                    | 19.08.1931 Відень        | ВАК                    | 1:3     | Хунгарія       |      |
| 3                      | 1931                   | 1/2                    | 10.09.1931 Відень        | ВАК                    | 2:3     | Спарта (Прага) |      |
| 4                      | 1931                   | 1/2                    | 17.09.1931 Будапешт      | Спарта (Прага)         | 3:4     | ВАК            |      |
| 5                      | 1931                   | 1/2 перегравання       | 7.10.1931 Будапешт       | Спарта (Прага)         | 0:2     | ВАК            |      |
| 6                      | 1931                   | фінал                  | 8.11.1931 Цюрих          | Ферст Вієнна           | 3:2     | ВАК            |      |
| 7                      | 1931                   | фінал                  | 12.11.1931 Відень        | ВАК                    | 1:2     | Ферст Вієнна   |      |
| Всього у кубку Мітропи | Всього у кубку Мітропи | Всього у кубку Мітропи | Всього у кубку Мітропи   | Всього у кубку Мітропи | 7       |                | 1    |